# Muur van Hadrianus

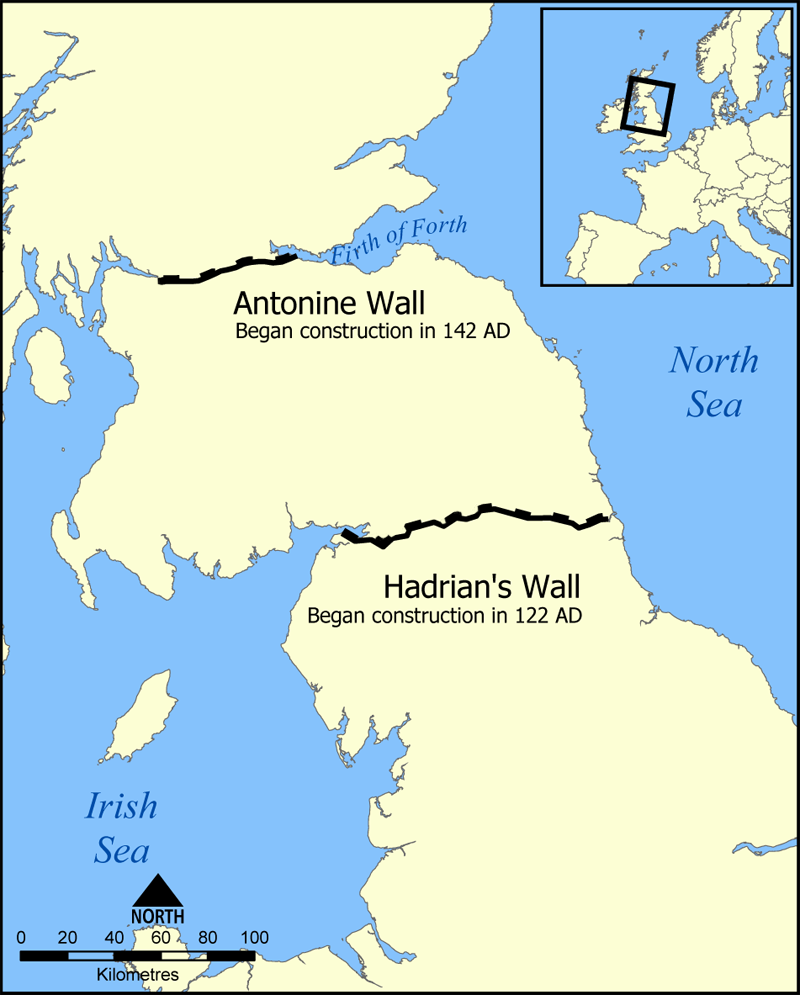
Kaart met de Muur van Hadrianus en de latere Muur van Antoninus (klik voor groter beeld).

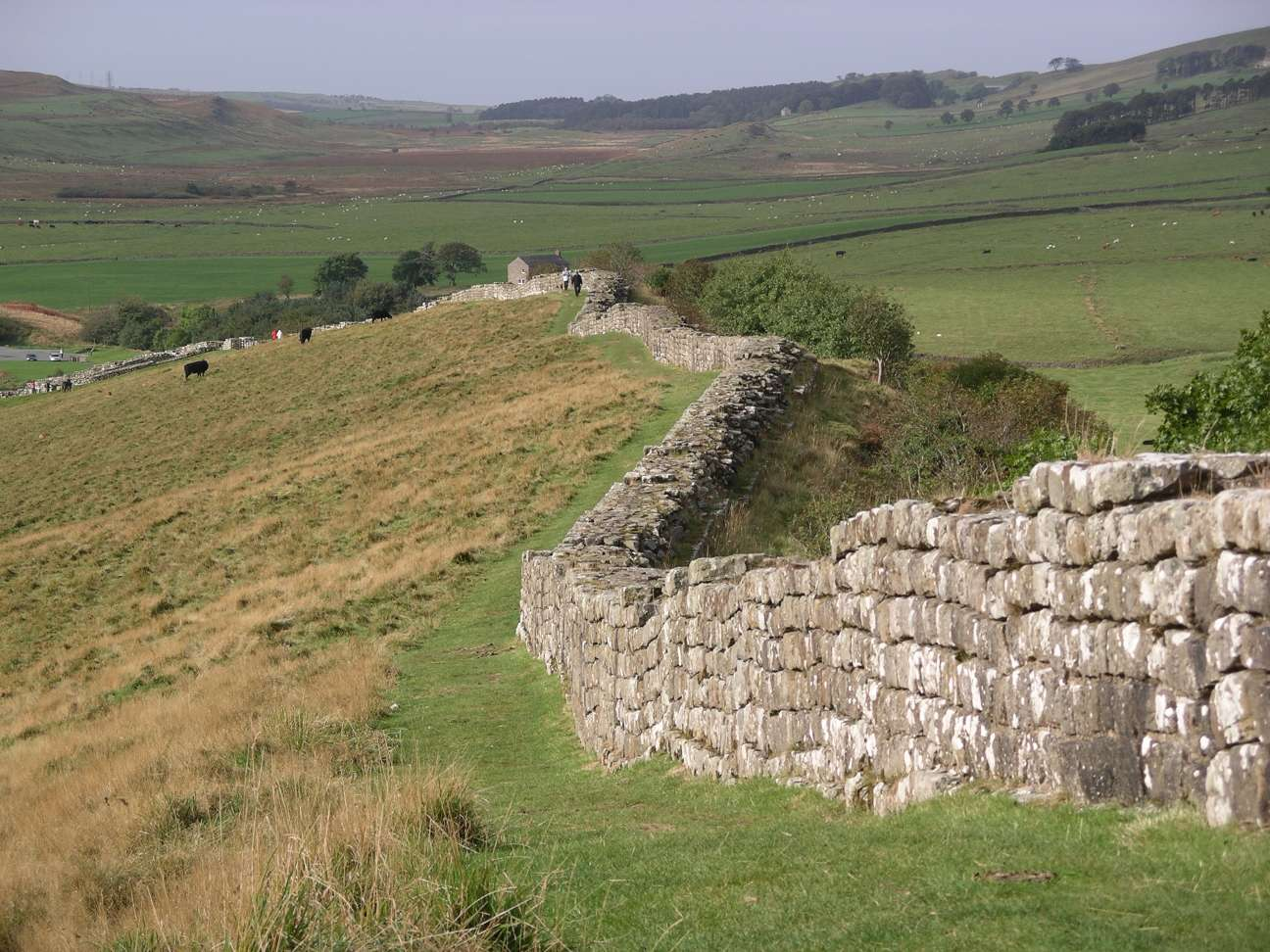
Stukken van de muur bij Greenhead en langs de wandelroute, maar verder zijn grote stukken opgeofferd om de stenen te gebruiken voor gebouwen in de buurt.

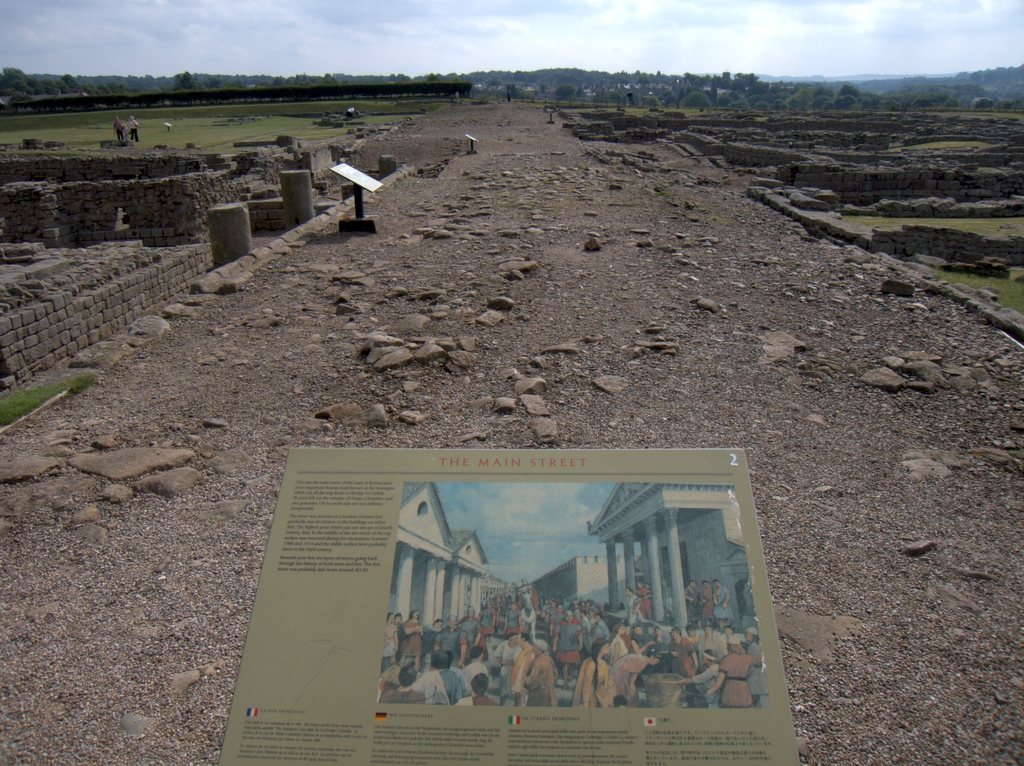
Fort Corstopitum

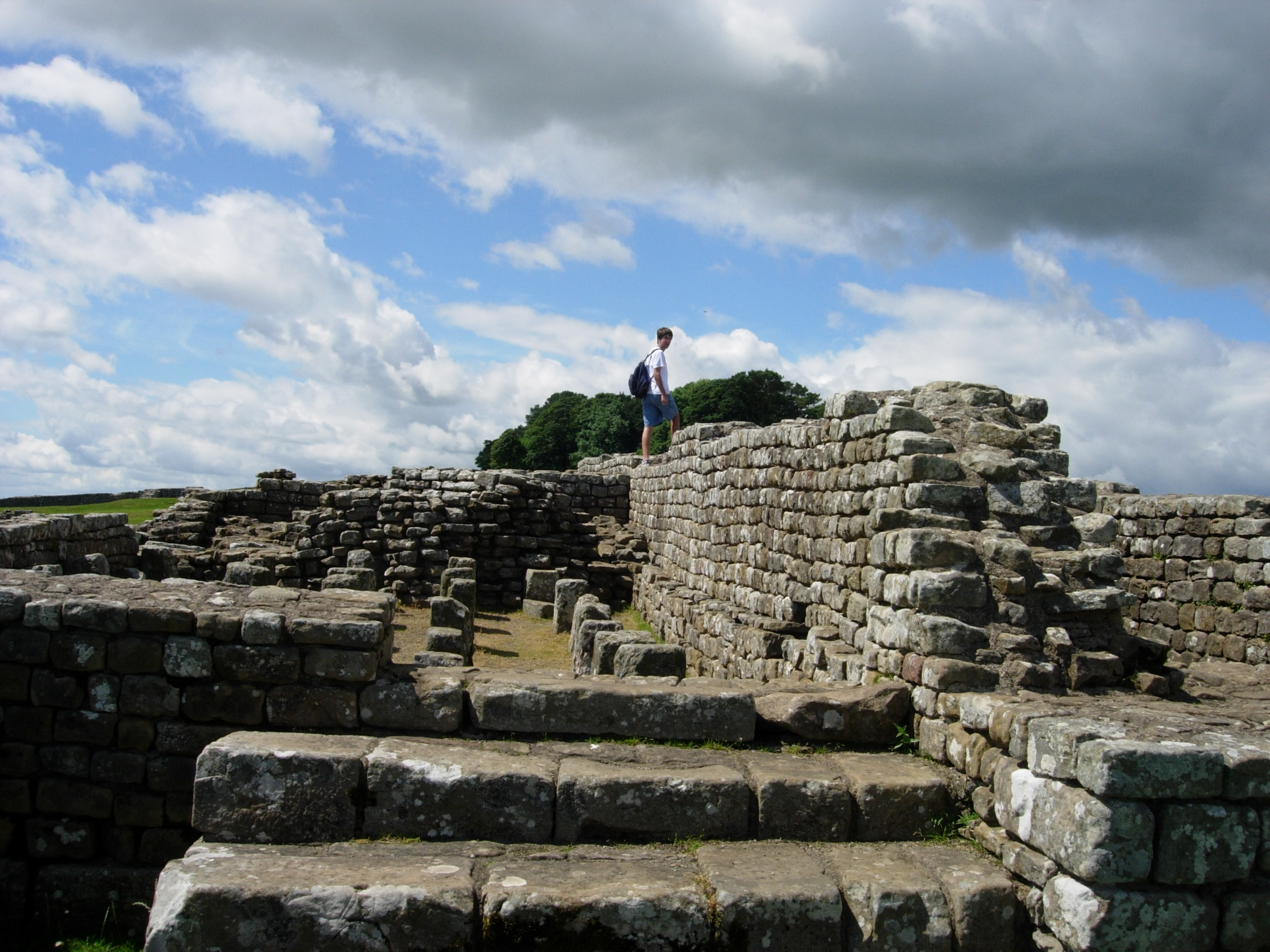
Fort van Housesteads

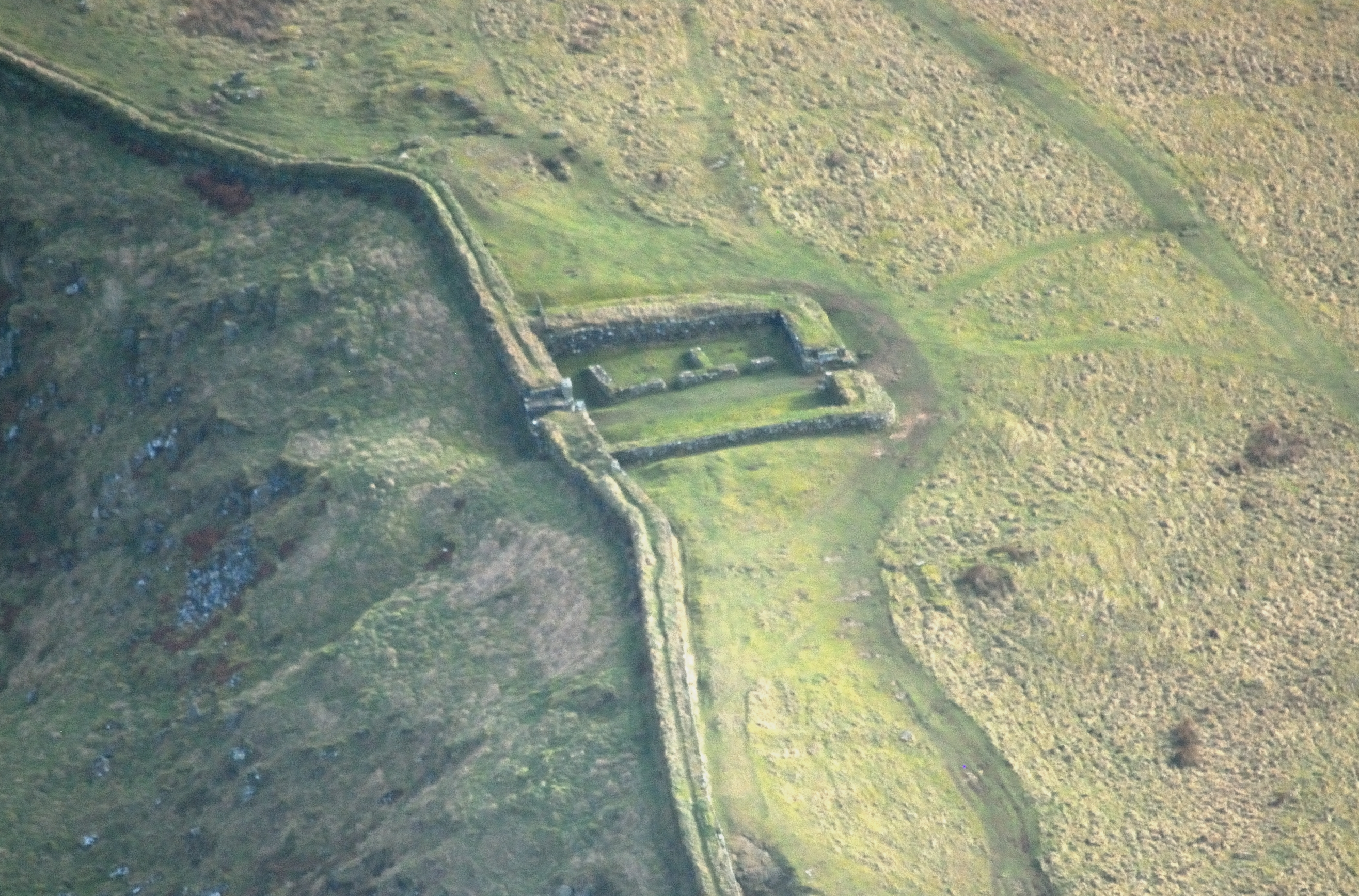
Mijlkasteel 37

De Muur van Hadrianus (Latijn: Vallum Aelium, Engels: Hadrian's Wall) werd gebouwd onder Hadrianus, keizer van Rome van 117 tot 138 na Chr. De keizer wilde overal in het rijk persoonlijk zijn militaire apparaat inspecteren en de provincies zelf leren kennen. Daarom reisde hij sinds 121 het gehele Romeinse Rijk door. Na een bezoek aan Britannia liet hij daar van 122 tot 128 de 117 km lange muur bouwen, die als onderdeel van de limes (versterkte grenslinie van het rijk) tot eind 4e eeuw dienstdeed. De muur liep van de Solway Firth naar de Tyne (tussen het huidige Carlisle en Newcastle) en lag enige kilometers ten zuiden van de huidige grens met Schotland. Hadrianus' opvolger keizer Antoninus Pius herhaalde dit project door vanaf 142 de noordelijkere Muur van Antoninus (Antonine Wall) aan te leggen.

## Doel
De muur van steen en plaggen (Engels: turf) was een versterking over de gehele breedte van Groot-Brittannië en had als doel om de Romeinse noordgrens te beschermen tegen binnenvallende stammen, later bekend onder de naam Picten, vanuit het noorden (het latere Schotland). Daarnaast diende hij als symbool van de Romeinse macht, zowel in Britannia als in Rome. In de enige Romeinse bron over de muur staat dat hij diende om de Romeinen te scheiden van de barbaren.
De muur vormde ook de noordelijke grens van het Romeinse Rijk en was een van de best bewaakte stukken. Vermoedelijk deden de poorten in de muur ook dienst als douaneposten, om zo de handel doorgang te kunnen laten vinden.

## Bouw en geschiedenis
De muur werd gebouwd door Romeinse legionairs. Hij werd aanvankelijk opgetrokken met een dikte van 3 meter. Het westelijk deel werd over 31 Romeinse mijl (46 km) aanvankelijk gebouwd uit plaggen, aarde en hout. Deze werd later vervangen door een stenen muur. Het oostelijk deel van 49 mijl (73 km) werd bij aanvang in steen gebouwd. De stenen werden gewonnen in nabij gelegen groeven en werden grof bewerkt. Later gebouwde delen van de muur waren iets smaller, ongeveer 2,3 meter. De hoogte was vermoedelijk tussen de 3,6 en 5 meter. Op vaste afstanden lagen 80 kleinere forten of mijlkastelen. Tussen deze mijlkastelen (deze lagen telkens ongeveer een Romeinse mijl uit elkaar) werden meestal twee wachttorens gebouwd. Pas in tweede instantie, enkele jaren na aanvang van de bouw, werden een 15-tal grotere forten langs de muur gebouwd, die met elkaar verbonden waren met een Romeinse weg, die achter de muur liep. Dat deze forten aanvankelijk niet voorzien waren, blijkt uit het feit dat enkele mijlkastelen of wachttorens werden afgebroken voor de bouw van de forten.
In het oosten stopte de muur bij het fort van Wallsend aan de rivier Tyne. In het westen stopte de muur bij het fort van Bowness aan de zuidelijke oever van de Solway Firth. Maar westelijker werden wel nog wachttorens en versterkingen gebouwd langs de kust van Cumbria. Deze versterkingen bleven voor een groot deel in gebruik zolang de muur bemand werd, waaruit blijkt dat er een bedreiging van over het water werd gezien.
Gezien van noord naar zuid bestond het verdedigingswerk uit een 6 meter brede glooiing met daarachter een meer dan 2 meter diepe, en 8,5 meter brede gracht.  Aanvankelijk waren zowel bij de grote als kleine forten oversteekplaatsen over de greppel voorzien, maar in de 2e en 3e eeuw werden de meeste van deze oversteken verwijderd. Daarachter lag een berm die tussen 2,5 meter (het westen) en 6 meter (het oosten) breed was, en voorzien van puntige staken. Dan kwam de muur zelf. De buitenzijde bestond uit gehouwen stenen met kalkmortel en de kern uit stenen, puin en aarde. Het is niet geweten of de muur een weergang had. De wachttorens waren naar schatting 9 meter hoog en staken niet voor de muur uit. De mijlkastelen waren klein, met een oppervlakte tussen 270 en 378 m².  Deze mijlkastelen hadden poorten in de noordelijke en de zuidelijke muur. De noordelijk poorten van veel mijlkastelen werden later gedicht of versmald. Daarachter lag een militaire weg voor de verplaatsing van goederen en manschappen, en ten slotte waren er twee verhogingen met weer een gracht (vallum) ertussen. Deze vallum was ook een latere toevoeging aan het initiële ontwerp en vormde de begrenzing van het militaire gebied.
De muur werd bemand door naar schatting 9.000 man uit de hulptroepen. Deze waren uit verschillende delen van het Romeinse Rijk afkomstig. Zij kregen hevige aanvallen te verwerken in 180 en vooral in 196 en 197 na Chr., waarbij ernstige verliezen werden geleden. 
De muur onderging een uitgebreide reconstructie onder Septimius Severus. Wachttorens werden ontmanteld, doorgangen via mijlkastelen versmald of dichtgemaakt en de gracht (vallum) achter de muur werd belangrijker. Door het harde Romeinse optreden tegen de verschillende opstandige stammen bleef het daarna relatief rustig in het gebied. Aangenomen wordt dat garnizoensleden zich ook hebben vermengd met de plaatselijke bevolking en volledig integreerden.

### Forten
Aan de muur werden 16 forten gebouwd. Dit waren van west naar oost:
- Mais (Bowness)
- Burgh by Sands
- Drumburgh
- Stanwix
- Camboglanna (Castlesteads)
- Banna (Birdoswald)
- Magnis (Carvoran)
- Aesica (Great Chesters)
- Fort van Housesteads
- Fort van Carrawburgh
- Cilurnum (Chesters)
- Hunnum (Halton Chesters)
- Vindobala (Rudchester)
- Condercum (Benwell)
- Pons Aeilius (Newcastle)
- Segedunum (Wallsend)

Verder waren er verschillende forten in de nabijheid van de muur ter ondersteuning:
- Vindolanda
- Bewcastle
- Netherby
- Coria (Corstopitum, Corbridge)
- Arbeia

## Einde: deVolksverhuizingen
Na de oorlog van Stilicho in 398 tegen de Picten, Saksen en Ieren die voor de Romeinen succesvol verliep werden nog herstelwerkzaamheden aan de muur uitgevoerd. Door de ontwikkelingen die op het vasteland plaatsvonden werd echter een decennium later de verdediging van de muur opgeheven. Het rijk zag zich geplaagd door grootscheepse aanvallen op haar Europese grenzen door onder meer de Westgoten, de Hunnen, de Oostgoten en de Vandalen. Romeinse troepen werden in 405 naar Gallia overgebracht en Britannia werd in 410 ontruimd.
Groepen Juten, Friezen, Angelen en Saksen staken de Noordzee over en namen daarna Brittannië in bezit. Min of meer geromaniseerde Kelten werden verdreven naar 's lands uithoeken Wales, Cornwall, Ierland en zelfs Armorica - het huidige Franse Bretagne. Hier wordt door een deel van de bevolking nog altijd een Keltische taal gesproken, het Bretons.

## Toerisme
De plaatselijke bevolking wendde veel van het materiaal van de muur aan voor eigen gebruik. Toch staat een groot deel van de muur nog overeind, vooral in het middengedeelte. Het is een belangrijke toeristische trekpleister vanwege de wandelroute over en langs de muur van zee naar zee. Het oostelijke deel van de muur ligt in Nationaal park Northumberland.

## In de populaire cultuur
In Rudyard Kiplings Puck of Pook's Hill hebben de muur en het Legio XXX Ulpia Victrix een prominente rol.
De muur werd afgebeeld door Hal Foster (1892-1982) in zijn strip Prins Valiant en door Hans G. Kresse (1921-1992) in diens strip Eric de Noorman. Ook in de stripreeks Asterix komt de muur voor.
In het boek en de gelijknamige film The Eagle steekt de jonge soldaat Marcus Flavius Aquila de muur over op zoek naar de vermiste adelaar van het negende legioen.